# Uitgeverij Personalia
Uitgeverij Personalia is een Nederlandse uitgeverij met als kerngebieden: (auto)biografieën, special-interestbladen en stripverhalen.

## Geschiedenis
Aanvankelijk werd Uitgeverij Personalia in 1999 opgericht met als het doel enkel (auto)biografieën te gaan uitgeven. In 2011 is de uitgeverij echter naast boeken ook tijdschriften gaan uitgeven, waaronder kwartaalmagazines VertrekNL (2011-heden), KleurGlossy (2015-2017) en de StripGlossy (2016- heden), en de one shots BommelGlossy (2012), Jan Kruis Glossy (2014) en Loeki! (2016). Ook het boekenfonds bleef niet beperkt tot levensverhalen en sinds 2014 zijn er diverse (strip)albums verschenen van onder andere Marten Toonder en Dick Matena, waaronder een compleet nieuw Bommelverhaal De Pas-kaart. Vanaf 2018 is Uitgeverij Personalia gestart met het uitgeven van alle verhalen van De Generaal van Peter de Smet.
In 2005 werd Uitgeverij Personalia uitgebreid met een dorpsboekhandel in het Groningse Leens op 40 vierkante meter met voornamelijk kinderboeken, literatuur en Groningana. Door een steeds kleiner wordende klantenkring besloot Personalia de boekhandel op 1 april 2015 te sluiten en zich geheel te focussen op de uitgeverij.

## Bommelvertalingen
In 2014 zet de uitgeverij onder de naam 'Personalia Verlag' de Duitse Bommelvertalingen voort van Jacqueline Crevoisier, die eerder bij de Zwitserse Edition Hans Erpf twee Duitse Bommelvertalingen had laten uitgeven. Voor de vertaling van het Bommelverhaal Het platmaken (Plattwalzer, 2014) kreeg Jacqueline Crevoisier in 2016 de Europäischer Übersetzer-/Entdecker Preis. Ze vertaalde eveneens Der Grosse Einlader (De Grote Onthaler), Die Überdirektoren (De bovenbazen) en Die Plattwalzer (Het platmaken) naar het Duits. Binnenkort verschijnen andere delen uit de Bommelsaga in vertaling : (Het Vergeetboekje) "Der Gedankenlöscher" ,(De Gezichtenhandel) en (De Antiloog), "Der Krummdenker"
Ook verscheen er bij Uitgeverij Personalia een Groningse vertaling van De pijpleider (De pieplaaider, 2015) en van De bovenbazen (De bovenboazen, 2020) door Marten van Dijken, en onder de naam 'Editorial Personalia' verscheen er een Spaanse vertaling van het Bommelverhaal De bovenbazen (Los altos mandos, 2015, vertaling Rob Barnhoorn).

## Tijdschriften (selectie)
- Jump
- KleurGlossy
- StripGlossy
- VertrekNL

## Stripreeksen (selectie)
- De Generaal
- Jeff Rylander
- Jelmer
- Kapitein Rob
- Luthon-Höge
- Noortje
- Saul
- Tom Poes